# The Magic Touch of Tadd Dameron
The Magic Touch of Tadd Dameron è un album di Tadd Dameron, pubblicato nel 1962 dalla Riverside Records. Nel 1996 la Riverside Records pubblicò l'album su CD, aggiungendo tre brani bonus.

## Tracce
Lato A
1. On a Misty Night – 2:45 (Tadd Dameron) – Registrato il 9 marzo 1962 a New York
2. Fontainebleau – 4:09 (Tadd Dameron) – Registrato il 9 marzo 1962 a New York
3. Just Plain Talkin' – 4:34 (Tadd Dameron) – Registrato il 16 aprile 1962 a New York
4. If You Could See Me Now – 3:15 (Tadd Dameron, Carl Sigman) – Registrato il 16 aprile 1962 a New York
5. Our Delight – 2:46 (Tadd Dameron) – Registrato il 27 febbraio 1962 a New York

Lato B
1. Dial "B" for Beauty – 2:57 (Tadd Dameron) – Registrato il 27 febbraio 1962 a New York
2. Look, Stop and Listen – 3:54 (Tadd Dameron) – Registrato il 16 aprile 1962 a New York
3. Bevan's Birthday – 3:29 (Tadd Dameron) – Registrato il 27 febbraio 1962 a New York
4. You're a Joy – 3:41 (Tadd Dameron) – Registrato il 16 aprile 1962 a New York
5. Swift as the Wind – 3:10 (Tadd Dameron) – Registrato il 9 marzo 1962 a New York

Edizione CD del 1996, pubblicato dalla Riverside Records
1. On a Misty Night – 2:57 (Tadd Dameron) – Brano strumentale
2. On a Misty Night – 2:42 (Tadd Dameron) – Bonus track-alternate take
3. Fontainebleau – 4:09 (Tadd Dameron)
4. Just Plain Talkin' – 4:52 (Tadd Dameron) – Brano strumentale
5. Just Palin Talkin' – 4:32 (Tadd Dameron) – Bonus track-alternate take
6. If You Could See Me Now – 3:15 (Tadd Dameron, Carl Sigman)
7. Our Delight – 2:48 (Tadd Dameron) – Brano strumentale
8. Our Delight – 2:37 (Tadd Dameron) – Bonus track-alternate take
9. Dial "B" for Beauty – 2:59 (Tadd Dameron)
10. Look, Sto and Listen – 4:53 (Tadd Dameron)
11. Bevan's Birthday – 3:28 (Tadd Dameron)
12. You're a Joy – 3:40 (Tadd Dameron)
13. Swift as the Wind – 3:12 (Tadd Dameron)

## Musicisti
Brani A1, A2 & B5
- Tadd Dameron - arrangiamenti, conduttore musicale
- Blue Mitchell - tromba
- Clark Terry - tromba
- Charlie Shavers - tromba
- Jimmy Cleveland - trombone
- Britt Woodman - trombone
- Julius Watkins - corno francese
- Jerry Dodgion - sassofono alto, flauto
- Leo Wright - sassofono alto, flauto
- Johnny Griffin - sassofono tenore
- Jerome Richardson - sassofono tenore, flauto
- Tate Houston - sassofono baritono
- Bill Evans - pianoforte
- Ron Carter - contrabbasso
- Philly Joe Jones - batteria

Brani A3, A4, B2 & B4
- Tadd Dameron - arrangiamenti, conduttore musicale
- Clark Terry - tromba
- Jimmy Cleveland - trombone
- Jerry Dodgion - sassofono alto, flauto
- Johnny Griffin - sassofono tenore
- Jerome Richardson - sassofono tenore, flauto
- Tate Houston - sassofono baritono
- Bill Evans - pianoforte
- Ron Carter - contrabbasso
- Philly Joe Jones - batteria
- Barbara Winfield - voce (brani: A4 & B4)

Brani A5, B1 & B3
- Tadd Dameron - arrangiamenti, conduttore musicale
- Blue Mitchell - tromba
- Clark Terry - tromba
- Joe Wilder - tromba
- Jimmy Cleveland - trombone
- Britt Woodman - trombone
- Julius Watkins - corno francese
- Jerry Dodgion - sassofono alto, flauto
- Leo Wright - sassofono alto, flauto
- Johnny Griffin - sassofono tenore
- Jerome Richardson - sassofono tenore, flauto
- Tate Houston - sassofono baritono
- Bill Evans - pianoforte
- George Duvivier - contrabbasso
- Philly Joe Jones - batteria